# مقاطعة سانتا كلارا (كاليفورنيا)
مقاطعة سانتا كلارا (بالإنجليزية: Santa Clara County)‏ هي إحدى مقاطعات ولاية كاليفورنيا في الولايات المتحدة الأمريكية.

## أعلام
- ميجان إليسون
- إد وليامز
- هاري هووبر
- تشارلز أ. لوكوود
- أندرو مارتينيز
- والتر دبليو. هيس
- جولي إلياس
- ثيودور بويت
- جون جوزيف مونتجومري